# MF Doom
MF Doom (* 13. Juli 1971 in London, England; † 31. Oktober 2020) Eigenschreibweise MF DOOM, bürgerlich Daniel Dumile, war ein britischer Rapper. Er trat unter vielen verschiedenen Alter Egos in Erscheinung. Sein Markenzeichen war seine metallene Gesichtsmaske. Das Kürzel „MF“ kann wahlweise für „Metal Face“, „Metal Fingers“ (Dumiles Produzentenalias), „Multi Faced“, „Mic Fiend“ oder auch, wie bei seinem ehemals engen Freund MF Grimm, für „Mad Flows“ stehen.
Kurz nach seiner Geburt wanderte seine Familie in die USA aus. Er lebte die meiste Zeit seines Lebens in Long Island, New York, erlangte allerdings nie die US-amerikanische Staatsangehörigkeit. 2010 wurde ihm die Wiedereinreise nach einer Europa-Tournee verweigert. Bis zu seinem Tod lebte er daher in England. 2020 starb er im Alter von 49 Jahren an den Nebenwirkungen der Einnahme eines Blutdruckmedikaments.

## Werdegang

### Ende der 1980er bis 1994
Ende der 1980er gründete Dumile, damals nannte er sich noch Zev Love X, zusammen mit seinem jüngeren Bruder DJ Subroc und Onyx the Birthstone Kid die Gruppe KMD (Kausing Much Damage oder A positive Kause in a Much Damaged society). Erstmals in Erscheinung trat er 1989 auf The Gas Face von 3rd Bass. 1991 erschien mit Mr. Hood das Debütalbum von KMD auf dem Label Elektra Records.
Am 23. April 1993 kam sein Bruder Subroc im Alter von 19 Jahren ums Leben, als er versuchte den Long Island Expressway zu Fuß zu überqueren und dabei von einem Auto erfasst wurde.
Dennoch stellte die Gruppe 1994 ihr zweites Album Black Bastards fertig. Elektra Records weigerte sich allerdings es zu veröffentlichen, weil das Cover nach Meinung der Plattenfirma rassistisch war. Thema des Albums war die Überwindung stereotyper Darstellung von „Rassen“ (ethnischen Gruppen), welche auf dem Cover mehrdeutig durch eine am Galgen hängende Sambo-Figur symbolisiert wurde. Über Bootlegs erfuhr das Album dennoch große Verbreitung, bis es schließlich im August 2000 offiziell auf Dumiles Label Metal Face Records erschien.
Dumile, der immer noch den Tod seines Bruders zu verarbeiten hatte, war desillusioniert und hatte mit Depressionen zu kämpfen. Er wandte sich von der Hip-Hop-Szene ab und zog mit seiner Familie von New York nach Atlanta, um dort die Ereignisse besser verarbeiten zu können und sich um seinen Sohn zu kümmern.

### 1997 bis 2003
1997 begann Dumile im New Yorker Nuyorican Poets Café wieder aufzutreten, zunächst anonym. Er trug bei seinen Auftritten eine Maske, weshalb nur wenige Eingeweihte wussten, welcher MC sich darunter verbarg. Inspiriert durch den Marvel-Comics-Bösewicht Dr. Doom gab er sich den Namen MF Doom. Die lange Zeit seit Black Bastards nutzte Dumile, um sein Solodebüt Operation Doomsday aufzunehmen und schließlich 1999 auf dem Indie-Label Fondle 'Em Records zu veröffentlichen.
Das Album Operation Doomsday wurde im Jahr 2000 unter Mithilfe von MF Grimm erneut veröffentlicht. Aus der Kollaboration entwickelte sich eine Freundschaft zwischen den beiden und das Album The Downfall of Ibliys: A Ghetto Opera entstand.
Ab Anfang 2002 veröffentlichte Dumile unter dem Namen Metal Fingers einige Instrumental-Alben, die Special Herbs-Reihe. 2003 entwickelte er weitere alter Egos, etwa King Geedorah, ein dreiköpfiges Monster aus dem Weltraum, sowie den Schurken Viktor Vaughn, woraus zwei weitere Alben entstanden. Ende 2003 veröffentlichte er Nastradoomus, ein Remix von Nas’ Album Nastradamus.

### Ab 2004
2004 veröffentlichte Dumile gemeinsam mit dem Produzenten Madlib, diesmal unter dem Alias Madvillain, das Album Madvillainy, welches erstmals auch in kommerzieller Hinsicht ein Erfolg wurde. Im selben Jahr entstand mit Venomous Villain, auch bekannt als VV2, ein weiteres Album unter dem Alias Viktor Vaughn. Später im Jahr 2004 kam mit MM.. Food? ein Album bestehend aus zahlreichen Metaphern mit Bezug zu Nahrungsmitteln auf dem Underground-Label Rhymesayers Entertainment heraus.
2005 erschien ein Live-Album mit dem Titel Live from Planet X. Zudem ist MF Doom auf dem Gorillaz-Album Demon Days auf dem Song November Has Come zu hören. Ende des Jahres erschien dann das Album DangerDoom: The Mouse and the Mask mit DJ Danger Mouse über Epitaph Records. Inspiriert wurden die beiden dabei von den Adult Swim-Zeichentrickserien wie zum Beispiel Aqua Teen Hunger Force.
Ein neues KMD-Album mit dem Titel Mental Illness und auch ein Kollaborationsalbum The John Robinson Projekt mit Lil’ Sci waren geplant. Ebenfalls in Arbeit waren ein Album mit Ghostface Killah unter dem Titel Swift & Changeable und der zweite Teil von DangerDoom.
2012 veröffentlichte er mit dem Rapper Masta Ace zusammen das Kollaborationsalbum MA DOOM: Son of Yvonne, welches auf den Beats der Special Herbs-Serie beruht, die Dumile in den Jahren 2001 bis 2005 aufgenommen hatte. Neben Damon Albarn erschien Dumile 2013 auf dem Debütalbum von The Child of Lov.
Dumiles Tod am 31. Oktober 2020 wurde erst am 31. Dezember 2020 bekannt.

## Die Maske
Dumile trug seine Maske, um nicht stereotypisch beurteilt zu werden. Mit ihr rückten Aussehen oder Herkunft ihres Trägers in den Hintergrund, dafür Inhalt und Musik in den Vordergrund. Außerdem erleichterte sie es, sich mit den einzelnen Charakteren zu identifizieren. Die ursprüngliche Maske war Dr. Doom aus dem Comic Die Fantastischen Vier nachempfunden. Die letzte Maske war dem Film Gladiator entlehnt und wurde vom Graffitikünstler Lord Scotch entworfen.

## Ergänzungen
Unübersehbar war er ein begeisterter Fan alter Comics, insbesondere der Fantastischen Vier und ihrer Kämpfe mit Dr. Doom. Dumiles Werk ist auch stark von japanischen Godzilla-Filmen beeinflusst. In seiner Rolle als King Geedorah (eine andere Schreibweise von Gidorah) gründete er mit den Underground-Rappern Kong, Rodan, Jet Jaguar und anderen einen Rap-Geheimbund namens Monsta Island Czars, wobei die wahre Identität der Rapper nicht bekannt ist.
Charakteristisch für Dumiles Produktionen sind die teilweise obskuren, häufig rau oder „schmutzig“ klingenden Samples. Er kombinierte oft Dialogfetzen aus verschiedenen älteren B-Filmen, um sie für seine Lieder in einen neuen Zusammenhang zu stellen.

## Diskografie

### Studioalben

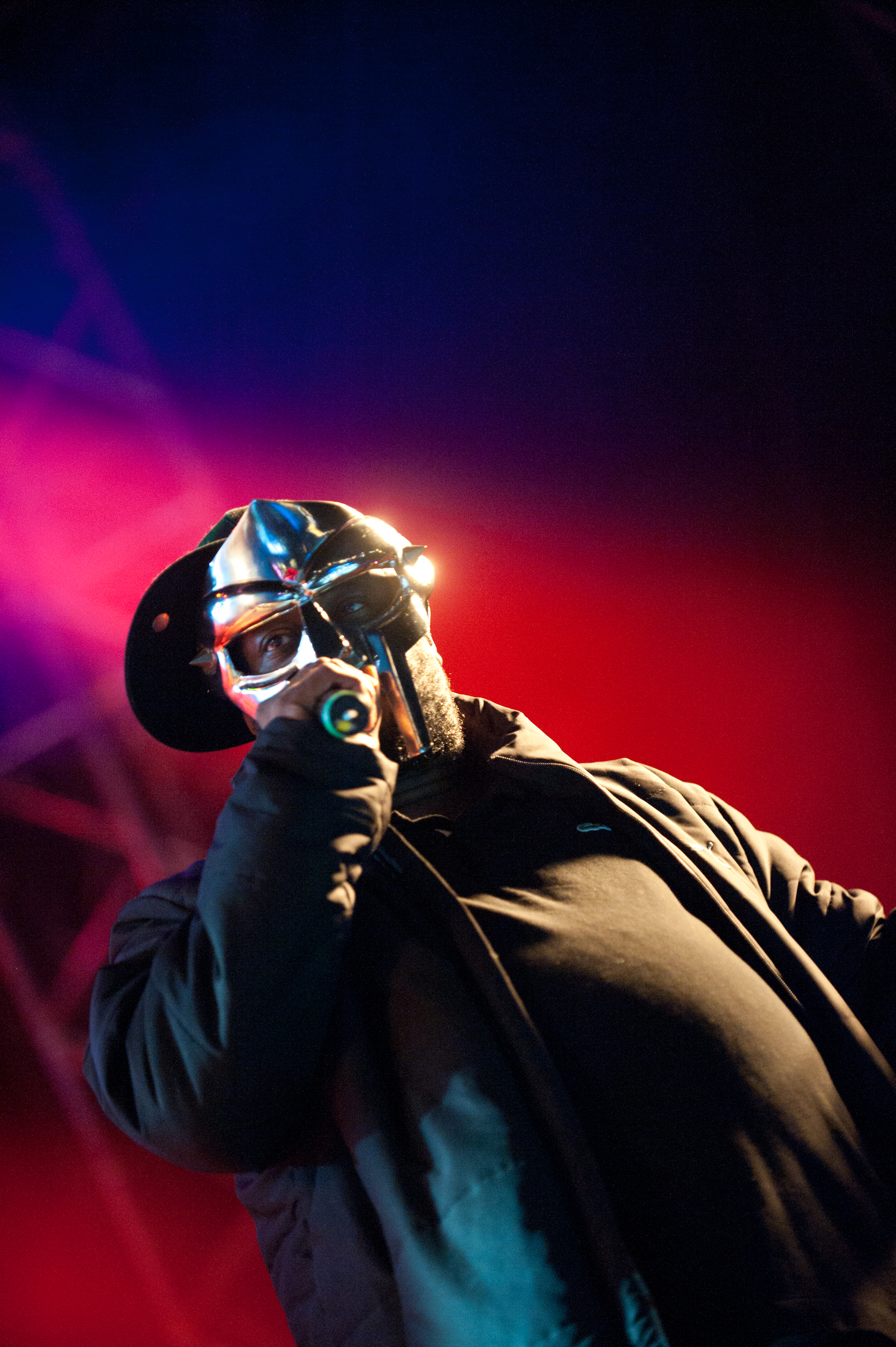
MF Doom live, 2011

- 1999: Operation: Doomsday (Fondle ’Em)
- 2003: Take Me to Your Leader (als King Geedorah; Big Dada Recordings)
- 2003: Vaudeville Villain (als Viktor Vaughn; Sound-Ink)
- 2004: Venomous Villain (als Viktor Vaughn; Insomniac, Inc.)
- 2004: Mm.. Food (Rhymesayers Entertainment; UK: Silber)
- 2009: Born Like This (als Doom; Lex Records)

### Livealben
- 2005: Live from Planet X (Nature Sounds)
- 2010: Expektoration (Studio !K7)

### Kollaboalben
- 2004: Madvillainy (mit Madlib als Madvillain; Stones Throw Records)
- 2004: Special Herbs + Spices Volume 1 (mit MF Grimm; Day By Day Entertainment)
- 2005: The Mouse and the Mask (mit DJ Danger Mouse als Danger Doom; Epitaph Records)
- 2012: Key to the Kuffs (mit Jneiro Jarel als JJ Doom; Lex Records)
- 2014: NehruvianDoom (mit Bishop Nehru als NehruvianDoom; Lex Records)
- 2018: Czarface Meets Metal Face (mit Czarface; 7L & Esoteric)

### Mit KMD
- 1991: Mr. Hood (Elektra Records)
- 2000: Black Bastards (ReadyRock)

### Kompilationen
- 2004: Special Blends Volume 1 & 2 (Metal Face)
- 2006: Special Herbs: The Box Set Vol. 0-9 (Nature Sounds)
- 2009: Unexpected Guest (Gold Dust Media)

### Instrumentalalben
- 2001: Special Herbs, Vol. 1 (Female Fun)
- 2002: Special Herbs, Vol. 2 (High Times)
- 2002: Special Herbs, Vol. 3 (Female Fun)
- 2003: Special Herbs, Vol. 4 (Nature Sounds)
- 2003: Special Herbs, Vols. 4, 5 & 6 (Shaman Works)
- 2004: Special Blends, Vols. 1 & 2 (Metal Face Records)
- 2004: Special Herbs, Vols. 5 & 6 (Nature Sounds)
- 2004: Special Herbs, Vols. 7 & 8 (Shaman Works)
- 2005: Special Herbs, Vols. 9 & 0 (Shaman Works)
- 2006: Special Herbs: The Box Set Vol. 0-9 (Nature Sounds)

### Singles (Auswahl)
- 2004: One Beer (US: Gold)
- 2004: Hoe Cakes (US: Gold)
- 2015: Doomsday (mit Pebbles The Invisible, UK: Silber)
- 2020: Rapp Snitch Knishes (feat. Mr Fantastik, UK: Gold, US: Platin)

## Auszeichnungen für Musikverkäufe
| Goldene Schallplatte - Neuseeland - 2024: für das Album MM..Food |

Anmerkung: Auszeichnungen in Ländern aus den Charttabellen bzw. Chartboxen sind in ebendiesen zu finden.
| Land/RegionAuszeichnungen für Musikverkäufe (Land/Region, Auszeichnungen, Verkäufe, Quellen) | Silber     | Gold     | Platin  | Verkäufe  | Quellen          |
| -------------------------------------------------------------------------------------------- | ---------- | -------- | ------- | --------- | ---------------- |
| Neuseeland (RMNZ)                                                                            | —          | Gold1    | —       | 7.500     | radioscope.co.nz |
| Vereinigte Staaten (RIAA)                                                                    | —          | 3× Gold3 | Platin1 | 2.500.000 | riaa.com         |
| Vereinigtes Königreich (BPI)                                                                 | 2× Silber2 | Gold1    | —       | 660.000   | bpi.co.uk        |
| Insgesamt                                                                                    | 2× Silber2 | 5× Gold5 | Platin1 |           |                  |